# Liga Portuguesa de Basquetebol 2022-2023
La Liga Portuguesa de Basquetebol 2022-2023, chiamata per ragioni di sponsorizzazione Liga Betclic, è la 90ª edizione del massimo campionato portoghese di pallacanestro maschile. Vincitore della competizione è stato il Benfica.

## Partecipanti
Dodici squadre presero parte al torneo, dieci erano partecipanti della precedente stagione più due neopromosse dalla Proliga.
Squadre promosse dalla Proliga
- Esgueira Aveiro
- Sangalhos

### Localizzazione delle partecipantis
| Squadra          | Città               | Arena                              |
| ---------------- | ------------------- | ---------------------------------- |
| CAB Madeira      | Funchal             | Pavilhão do CAB                    |
| CD Póvoa         | Póvoa de Varzim     | Municipal Nortecoope               |
| Esgueira Aveiro  | Esgueira            | Pavilhão Clube do Povo de Esgueira |
| FC Porto         | Porto               | Dragão Arena                       |
| Imortal LUZiGÁS  | Albufeira           | Pavilhão do Albufeira              |
| Lusitânia Expert | Angra do Heroísmo   | Municipal                          |
| Ovarense GAVEX   | Ovar                | Arena Gavex                        |
| Sangalhos        | Sangalhos           | Complexo Desportivo de Sangalhos   |
| SL Benfica       | Lisbona             | Pavilhão Fidelidade                |
| Sporting CP      | Lisbona             | Pavilhão João Rocha                |
| UD Oliveirense   | Oliveira de Azeméis | Dr. Salvador Machado               |
| Vitória SC       | Guimarães           | Uni Vimaranense                    |

## Regular season
| Pos. | Squadra           | G  | V  | P  | PF   | PS   | Dif  | P.ti | SD |                          |
| ---- | ----------------- | -- | -- | -- | ---- | ---- | ---- | ---- | -- | ------------------------ |
| 1.   | Benfica           | 22 | 19 | 3  | 2042 | 1669 | +373 | 41   |    | Qualificate nel Gruppo A |
| 2.   | Sporting CP       | 22 | 18 | 4  | 2020 | 1736 | +284 | 40   |    | Qualificate nel Gruppo A |
| 3.   | Porto             | 22 | 18 | 4  | 1922 | 1654 | +268 | 40   |    | Qualificate nel Gruppo A |
| 4.   | Oliveirense       | 22 | 12 | 10 | 1699 | 1690 | +9   | 34   |    | Qualificate nel Gruppo A |
| 5.   | Ovarense          | 22 | 12 | 10 | 1721 | 1763 | −42  | 34   |    | Qualificate nel Gruppo A |
| 6.   | Lusitânia         | 22 | 11 | 11 | 1780 | 1849 | −69  | 33   |    | Qualificate nel Gruppo A |
| 7.   | Póvoa             | 22 | 10 | 12 | 1586 | 1615 | −29  | 32   |    | Qualificate nel Gruppo B |
| 8.   | Imortal           | 22 | 9  | 13 | 1684 | 1744 | −60  | 31   |    | Qualificate nel Gruppo B |
| 9.   | Vitória Guimarães | 22 | 9  | 13 | 1918 | 1952 | −34  | 31   |    | Qualificate nel Gruppo B |
| 10.  | Esgueira Aveiro   | 22 | 8  | 14 | 1683 | 1831 | −148 | 30   |    | Qualificate nel Gruppo B |
| 11.  | Madeira           | 22 | 5  | 17 | 1735 | 1889 | −154 | 27   |    | Qualificate nel Gruppo B |
| 12.  | Sangalhos         | 22 | 1  | 21 | 1539 | 1937 | −398 | 23   |    | Qualificate nel Gruppo B |

## Seconda fase

### Gruppo A
| Pos. | Squadra     | G  | V  | P  | PF   | PS   | Dif  | P.ti | SD |                         |
| ---- | ----------- | -- | -- | -- | ---- | ---- | ---- | ---- | -- | ----------------------- |
| 1.   | Benfica     | 32 | 26 | 6  | 2981 | 2449 | +532 | 58   |    | Qualificate ai playoffs |
| 2.   | Porto       | 32 | 25 | 7  | 2827 | 2516 | +311 | 57   |    | Qualificate ai playoffs |
| 3.   | Sporting CP | 32 | 25 | 7  | 2906 | 2510 | +396 | 57   |    | Qualificate ai playoffs |
| 4.   | Oliveirense | 32 | 18 | 14 | 2456 | 2491 | −35  | 50   |    | Qualificate ai playoffs |
| 5.   | Ovarense    | 32 | 14 | 18 | 2448 | 2606 | −158 | 46   |    | Qualificate ai playoffs |
| 6.   | Lusitânia   | 32 | 12 | 20 | 2486 | 2709 | −223 | 44   |    | Qualificate ai playoffs |

### Gruppo B
| Pos. | Squadra           | G  | V  | P  | PF   | PS   | Dif  | P.ti | SD |                         |
| ---- | ----------------- | -- | -- | -- | ---- | ---- | ---- | ---- | -- | ----------------------- |
| 7.   | Vitória Guimarães | 32 | 16 | 16 | 2847 | 2871 | −24  | 48   |    | Qualificate ai playoffs |
| 8.   | Póvoa             | 32 | 16 | 16 | 2395 | 2369 | +26  | 48   |    | Qualificate ai playoffs |
| 9.   | Esgueira Aveiro   | 32 | 14 | 18 | 2488 | 2646 | −158 | 46   |    |                         |
| 10.  | Imortal           | 32 | 13 | 19 | 2518 | 2556 | −38  | 45   |    |                         |
| 11.  | Madeira           | 32 | 11 | 21 | 2549 | 2680 | −131 | 43   |    | Retrocesse in Proliga   |
| 12.  | Sangalhos         | 32 | 2  | 30 | 2256 | 2754 | −498 | 34   |    | Retrocesse in Proliga   |

## Playoffs
|  | Quarti di finale | Quarti di finale  | Quarti di finale | Quarti di finale | Quarti di finale |    |             | Semifinali | Semifinali | Semifinali | Semifinali | Semifinali | Semifinali | Semifinali |  |  | Finale | Finale  | Finale | Finale | Finale | Finale | Finale |
|  |                  |                   |                  |                  |                  |    |             |            |            |            |            |            |            |            |  |  |        |         |        |        |        |        |        |
|  | 1                | Benfica           | 97               | 93               |                  |    |             |            |            |            |            |            |            |            |  |  |        |         |        |        |        |        |        |
|  | 8                | Póvoa             | 46               | 72               |                  |    |             |            |            |            |            |            |            |            |  |  |        |         |        |        |        |        |        |
|  | 8                | Póvoa             | 46               | 72               |                  | 1  | Benfica     | 88         | 91         | 115        |            |            |            |            |  |  |        |         |        |        |        |        |        |
|  |                  |                   |                  |                  |                  | 1  | Benfica     | 88         | 91         | 115        |            |            |            |            |  |  |        |         |        |        |        |        |        |
|  |                  | 5                 | Ovarense         | 59               | 79               | 44 |             |            |            |            |            |            |            |            |  |  |        |         |        |        |        |        |        |
|  | 4                | 5                 | Ovarense         | 59               | 79               | 44 | Oliveirense | 75         | 74         | 57         |            |            |            |            |  |  |        |         |        |        |        |        |        |
|  | 4                |                   |                  |                  |                  |    | Oliveirense | 75         | 74         | 57         |            |            |            |            |  |  |        |         |        |        |        |        |        |
|  | 5                | Ovarense          | 70               | 82               | 58               |    |             |            |            |            |            |            |            |            |  |  |        |         |        |        |        |        |        |
|  |                  |                   |                  |                  |                  |    |             |            |            |            |            |            |            |            |  |  | 1      | Benfica | 85     | 87     | 101    | 101    |        |
|  |                  |                   | 3                | Sporting CP      | 84               | 93 | 57          | 85         |            |            |            |            |            |            |  |  |        |         |        |        |        |        |        |
|  | 2                | Porto             | 119              | 112              |                  |    |             |            |            |            |            |            |            |            |  |  |        |         |        |        |        |        |        |
|  | 7                | Vitória Guimarães | 82               | 101              |                  |    |             |            |            |            |            |            |            |            |  |  |        |         |        |        |        |        |        |
|  | 7                | Vitória Guimarães | 82               | 101              |                  | 2  | Porto       | 80         | 91         | 66         |            |            |            |            |  |  |        |         |        |        |        |        |        |
|  |                  |                   |                  |                  |                  | 2  | Porto       | 80         | 91         | 66         |            |            |            |            |  |  |        |         |        |        |        |        |        |
|  |                  | 3                 | Sporting CP      | 88               | 93               | 94 |             |            |            |            |            |            |            |            |  |  |        |         |        |        |        |        |        |
|  | 3                | 3                 | Sporting CP      | 88               | 93               | 94 | Sporting CP | 99         | 93         |            |            |            |            |            |  |  |        |         |        |        |        |        |        |
|  | 3                |                   |                  |                  |                  |    | Sporting CP | 99         | 93         |            |            |            |            |            |  |  |        |         |        |        |        |        |        |
|  | 6                | Lusitânia         | 65               | 73               |                  |    |             |            |            |            |            |            |            |            |  |  |        |         |        |        |        |        |        |

## Classifica finale
| Pos | Squadra           | G  | V  | P  | Qualificazione o retrocessione                                      |
| --- | ----------------- | -- | -- | -- | ------------------------------------------------------------------- |
| 1   | Benfica (C)       | 41 | 34 | 7  | Qualificata ai preliminari di Basketball Champions League 2023-2024 |
| 2   | Sporting CP       | 41 | 31 | 10 | Qualificata a FIBA Europe Cup 2023-2024                             |
| 3   | Porto             | 37 | 27 | 10 | Qualificata ai preliminari di FIBA Europe Cup 2023-2024             |
| 4   | Ovarense          | 38 | 16 | 22 |                                                                     |
| 5   | Oliveirense       | 35 | 19 | 16 |                                                                     |
| 6   | Lusitânia         | 34 | 12 | 22 |                                                                     |
| 7   | Vitória Guimarães | 34 | 16 | 18 |                                                                     |
| 8   | Póvoa             | 34 | 16 | 18 |                                                                     |
| 9   | Esgueira Aveiro   | 32 | 14 | 18 |                                                                     |
| 10  | Imortal           | 32 | 13 | 19 |                                                                     |
| 11  | Madeira (R)       | 32 | 11 | 21 | Retrocessione in Proliga                                            |
| 12  | Sangalhos (R)     | 32 | 2  | 30 | Retrocessione in Proliga                                            |